# Площадь Рынок (Ивано-Франковск)
Площадь Рынок (укр. Площа Ринок) — главная площадь Ивано-Франковска, исторический центр города.
По традиции в городах Магдебургского права предусматривалось строительство квадратной площади вокруг ратуши, которая назвалась площадью Рынок, и по периметру плотно застраивалась зданиями, высота которых не должна была превышать два-три этажа, а ширина не должна была выходить за пределы трех-четырех окон. Нумерация домов велась от одного из углов площади по периметру.
Сегодня традиция градостроительства, а вместе с ней и гармония архитектурного ансамбля площади Рынок в Ивано-Франковске нарушена несколькими высокими домами (от четырех до шести этажей), построенных на месте прежних.
Во время советской власти каждая сторона площади имела своё название, и только северная носила название улицы Рынок, а южная называлась улицей 17 сентября. Ныне площадь восстановлена, и ей возвращено историческое название.

## История
Со строительства площади Рынок и ратуши началось возведение города Станиславова, будущего Ивано-Франковска.
В 1675 году в историко-географическом центре города-крепости вместо деревянной сторожевой башни было построено временное здание первой ратуши, которое использовалось как военно-пожарный наблюдательный пункт. В то время под площадью, от ратуши до военных сооружений, расходилась система подземных ходов и запасных выходов.
На площади Рынок раза в год проводились большие ярмарки, которые начинались 7 мая, 8 сентября, 28 ноября и длились около четырёх недель. О начале и окончании ярмарки горожанам возвещал колокол на ратуше. На Станиславовские ярмарки съезжались не только из окрестных сел и городов, но приезжали купцы из других стран. Один-два раза в неделю специально назначенные люди проверяли весы и другие измерительные приборы в кабаках, лавках и в ратуше ставили соответствующие клейма. Торговать без такого клейма запрещалось. Вокруг ратуши находилось много торговых рядов, лотков, складов. Так, в переписи Станислава в 1720 году содержатся сведения о 27 магазинах.
После осады города войсками Османской империи, деревянную ратушу разобрали, и в 1695 году завершили строительство нового здания, по проекту и под руководством французского архитектора Шарля Беное. С того времени в ратуше заседал магистрат. Здесь под руководством старосты рассматривались судебные дела, а осужденных к смертной казни казнили прямо на площади.
Из всех судебных смертных приговоров в XVII веке, только один был вынесен женщине, обвиненной в колдовстве. На самом деле её наказали за развращение юношей, но из-за отсутствия соответствующей статьи она была обвинена в колдовстве и приговорена к сожжению. В Станиславове это был единственный случай аутодафе.
Местный суд также приговорил к смертной казни карпатских повстанцев, содержавшихся в подвалах ратуши, а перед тем — в доме на Старозамковой улице. Последняя публичная казнь состоялась 25 апреля 1754 года, когда на площади Рынок был казнен сподвижник и преемник Олексы Довбуша — Василий Баюрак. Предсмертной просьбой приговоренного было поиграть на гуцульской свирели. Это запомнил и зафиксировал очевидец тех событий, польский поэт Францишек Карпиньский, которому в то время было тринадцать лет.
В 1992 года в День независимости Украины, по инициативе профессора Владимира Грабовецкого, на ратуше была установлена мемориальная доска в память о Василии Баюраке.
Когда-то, под галереей ратуши с южной стороны стояла скульптура из жести, изображавшая еврея, державшего в руках большой каравай хлеба с надписью «один грош». Это свидетельствовало о том, каким дешевым был хлеб в Станиславове.
Сегодня на площади Рынок проходит большинство развлекательных мероприятий в Ивано-Франковске: выставки, конкурсы, праздничные концерты, фестивали.